# Les Fautes d'un père
Pour film de 1938, voir La Faute d'un père.
Pour plus de détails, voir Fiche technique et Distribution.
Les Fautes d'un père (Sins of the Fathers) est un film en partie sonore américain de Ludwig Berger, sorti en 1928.

## Synopsis
Wilhelm Spangler travaille comme serveur en chef pour subvenir aux besoins de sa femme enceinte. Au fur et à mesure que sa famille s'agrandit, Spangler s’élève dans sa profession et réussit à acheter son propre restaurant. Désormais prospère, il enchaîne les conquêtes, dont Gretta, la séductrice. En apprenant les infidélités de son mari, Mme Spangler entre dans un choc catatonique, qui aboutit à la mort. Sans « force de guidage » à la maison, Spangler se lance dans une vie de crime en tant que bootlegger durant la Prohibition. Les péchés des pères finissent par atteindre les fils : Tom, le fils bien-aimé, devient aveugle après avoir bu une partie de la gnôle frelatée de son père. Plus tard, Spangler est jeté en prison, et Gretta le quitte. Après avoir purgé sa peine, Spangler recommence sa vie au bas de l’échelle, en redevenant serveur. Tom finit par recouvrer la vue.

## Fiche technique
- Titre : Les Fautes d'un père
- Titre original : Sins of the Fathers
- Réalisation : Ludwig Berger
- Scénario : E. Lloyd Sheldon d'après une histoire de Norman Burnstine
- Intertitres : Julian Johnson
- Musique : Hugo Riesenfeld
- Photographie : Victor Milner
- Montage : Frances Marsh
- Société de production et de distribution : Famous Players–Lasky - Paramount Pictures
- Pays de production : États-Unis
- Format : noir et blanc - film muet sonorisé
- Genre : Drame
- Durée : 87 min
- Dates de sortie : 
  - États-Unis : 29 décembre 1928
  - France : 10 janvier 1930

## Distribution
- Emil Jannings : Wilhelm Spengler
- Ruth Chatterton : Greta
- Barry Norton : Tom Spengler
- Jean Arthur : Mary Spengler
- Jack Luden : Otto
- Zasu Pitts : Mère Spengler
- Matthew Betz : Gus
- Harry Cording : le pirate de l'air
- Arthur Housman : le comte
- Frank Reicher : le spécialiste des yeux
- Douglas Haig : Tom, enfant
- Anne Shirley : Mary, enfant